# 선셋 리미티드
선셋 리미티드(영어: Sunset Limited)는 미국 루이지애나주 뉴올리언스 유니언 역에서 캘리포니아주 로스앤젤레스 유니언 역까지 운행되는 장거리 열차이다.

## 역사 및 현황
1894년에 운행하기 시작했으며 현존하는 암트랙의 장거리 열차 중 가장 오래 되었다. 1924년에 신조 객차가 도입이 되었다. 1949년에 최초로 디젤 기관차를 도입한데 이어 1950년에 유선형 객차가 도입되었다. 1964년에 텍사스주 엘파소와 캘리포니아주 로스앤젤레스간 운행하고 있던 골든 스테이트와 통합 했으나 이용객의 감소로 1968년에 폐지되었다. 1971년에 암트랙 설립과 동시에 이 노선을 인수했다. 개통 초기부터 올랜도 ~ 로스앤젤레스 구간을 운행 했으나 2009년에 다이아가 개정되면서 뉴올리언스 ~ 올랜도 구간이 단축되었다.

## 운행 노선

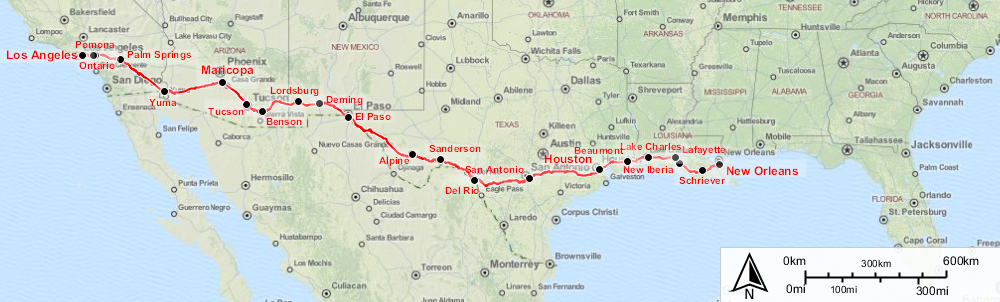
암트랙 선셋 리미티드 노선도 (interactive map)

## 사진

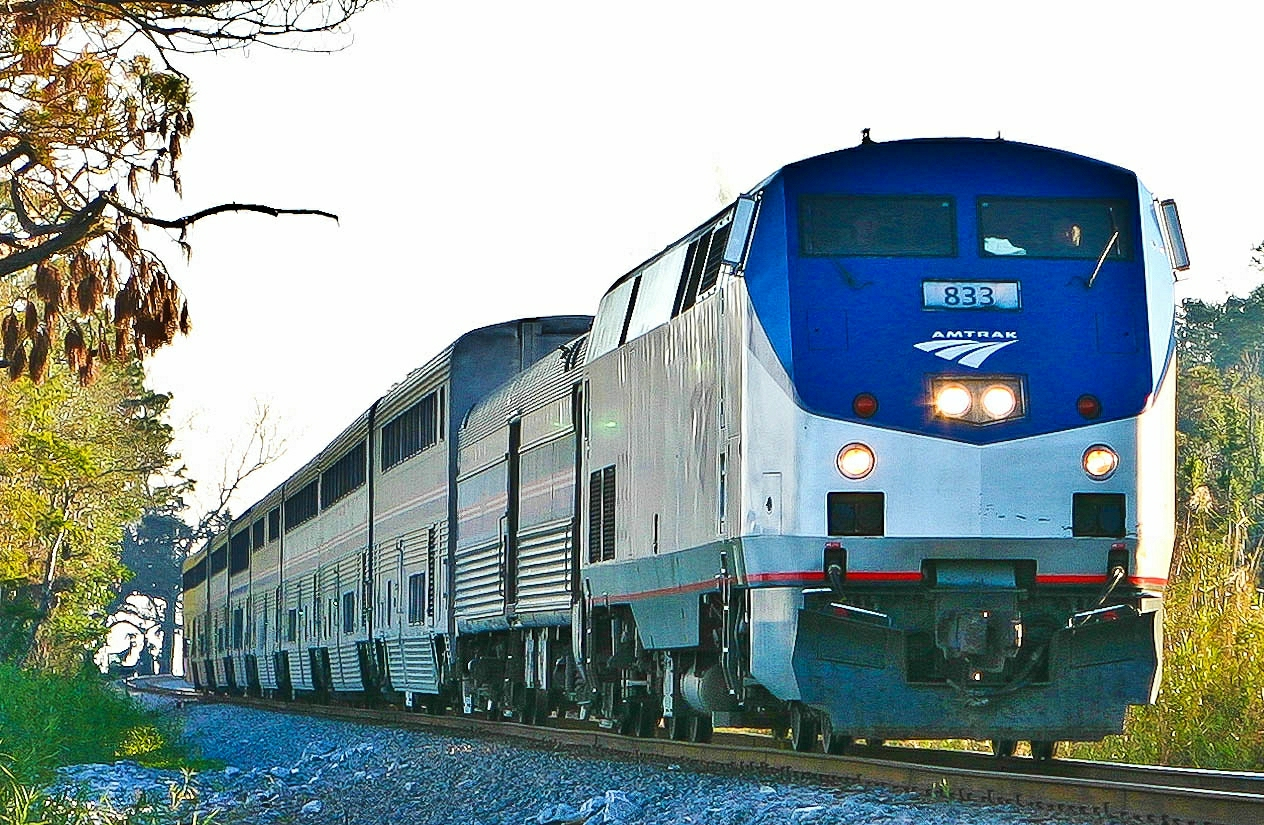
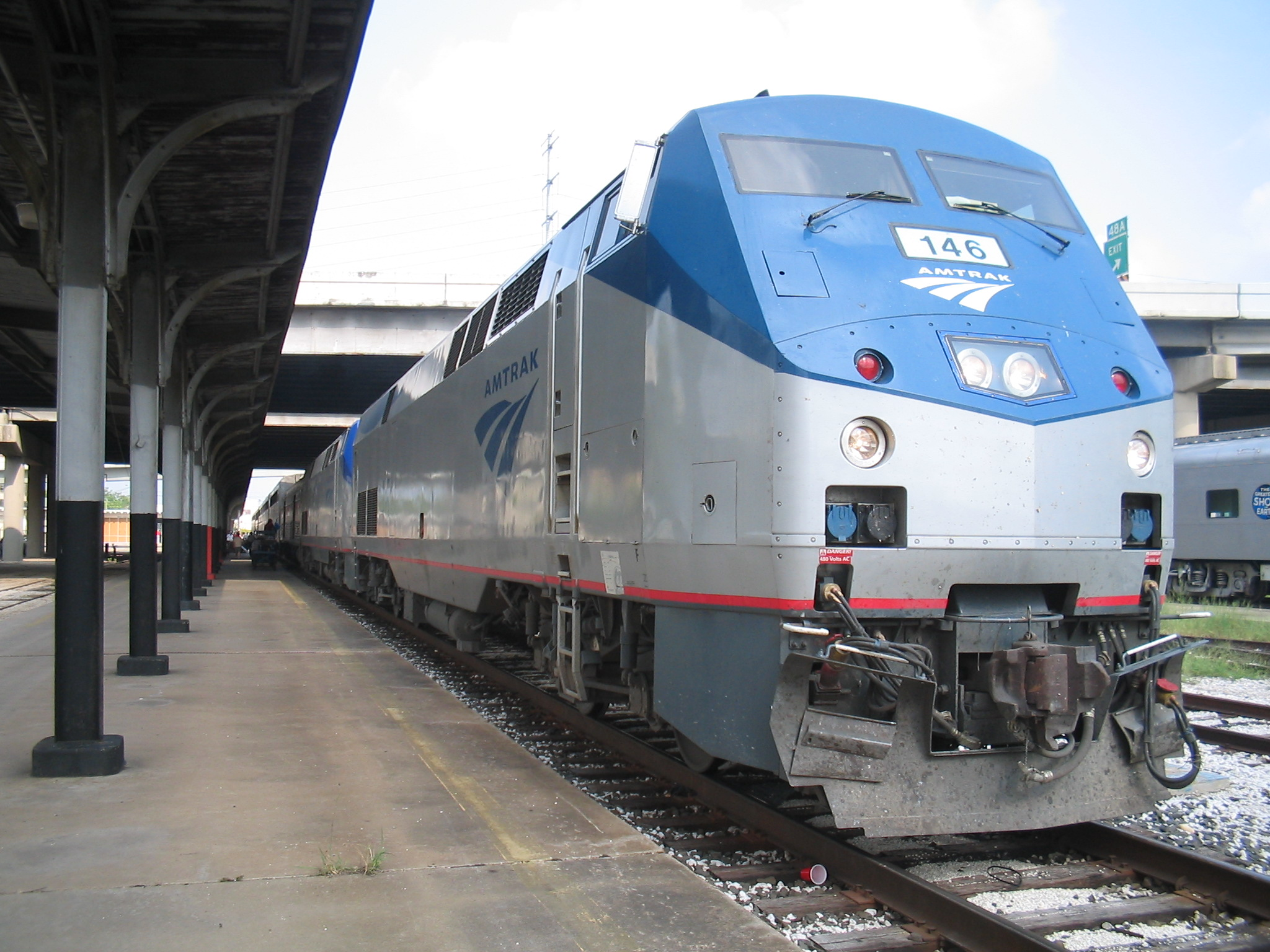
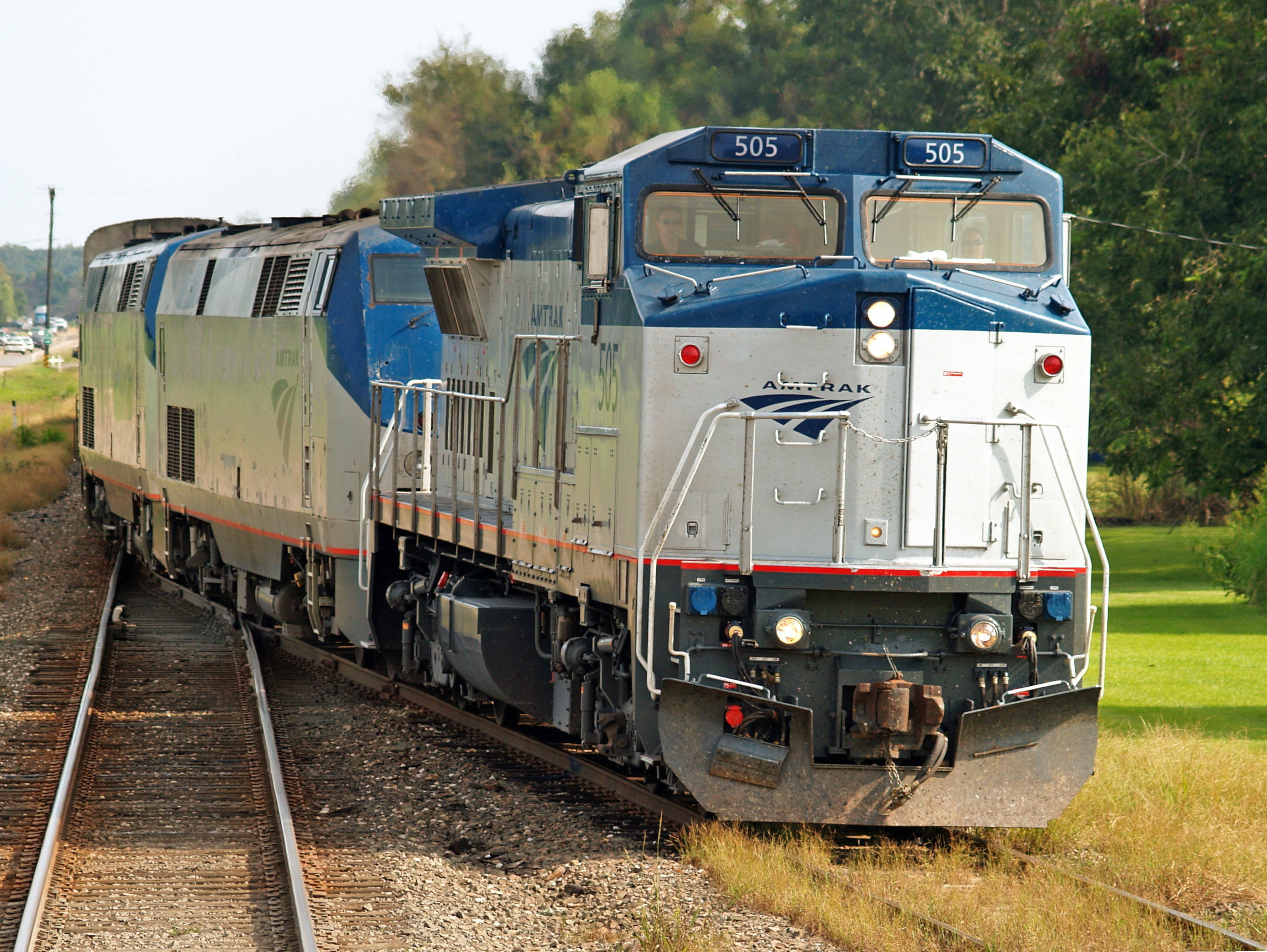
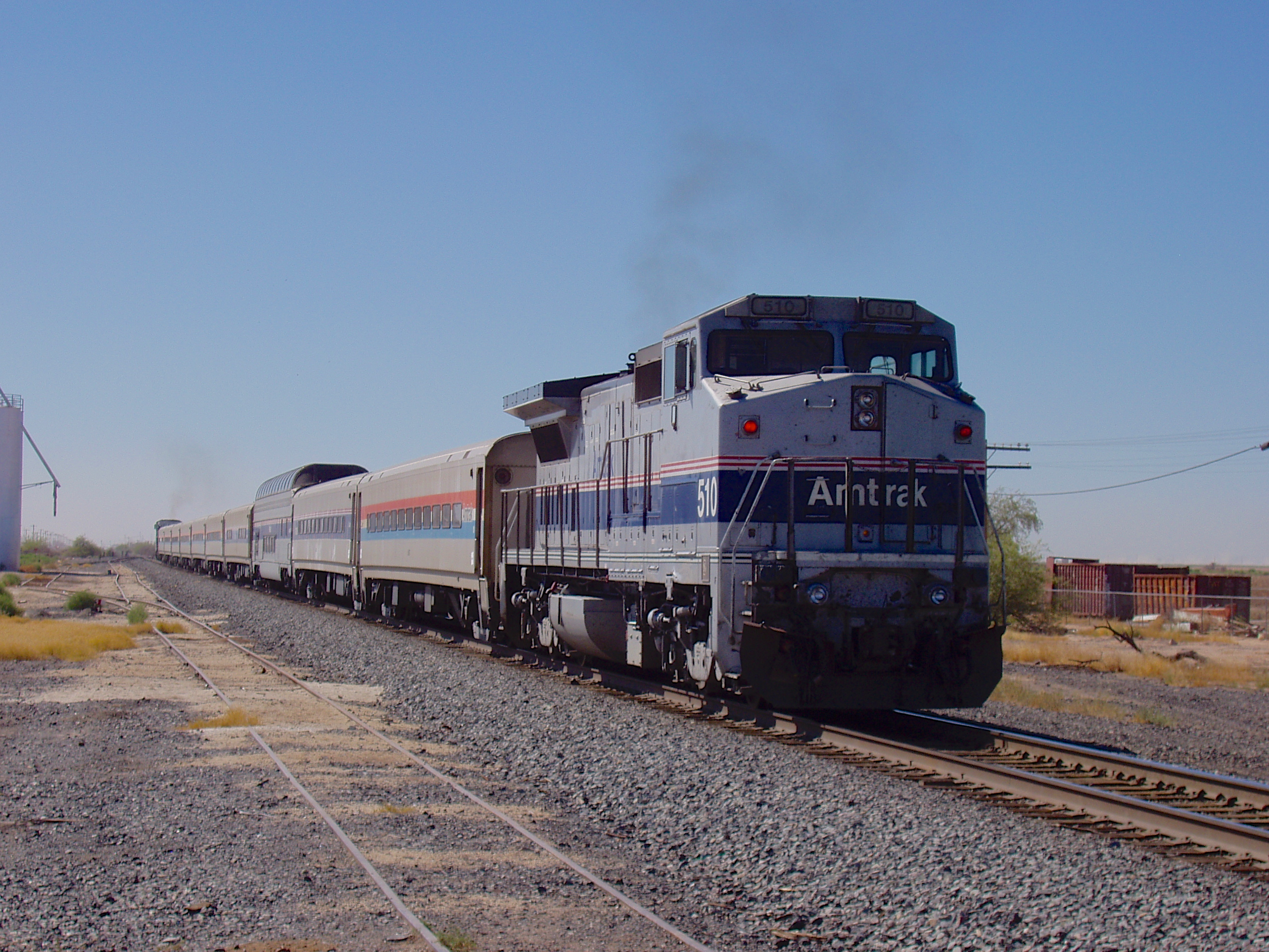
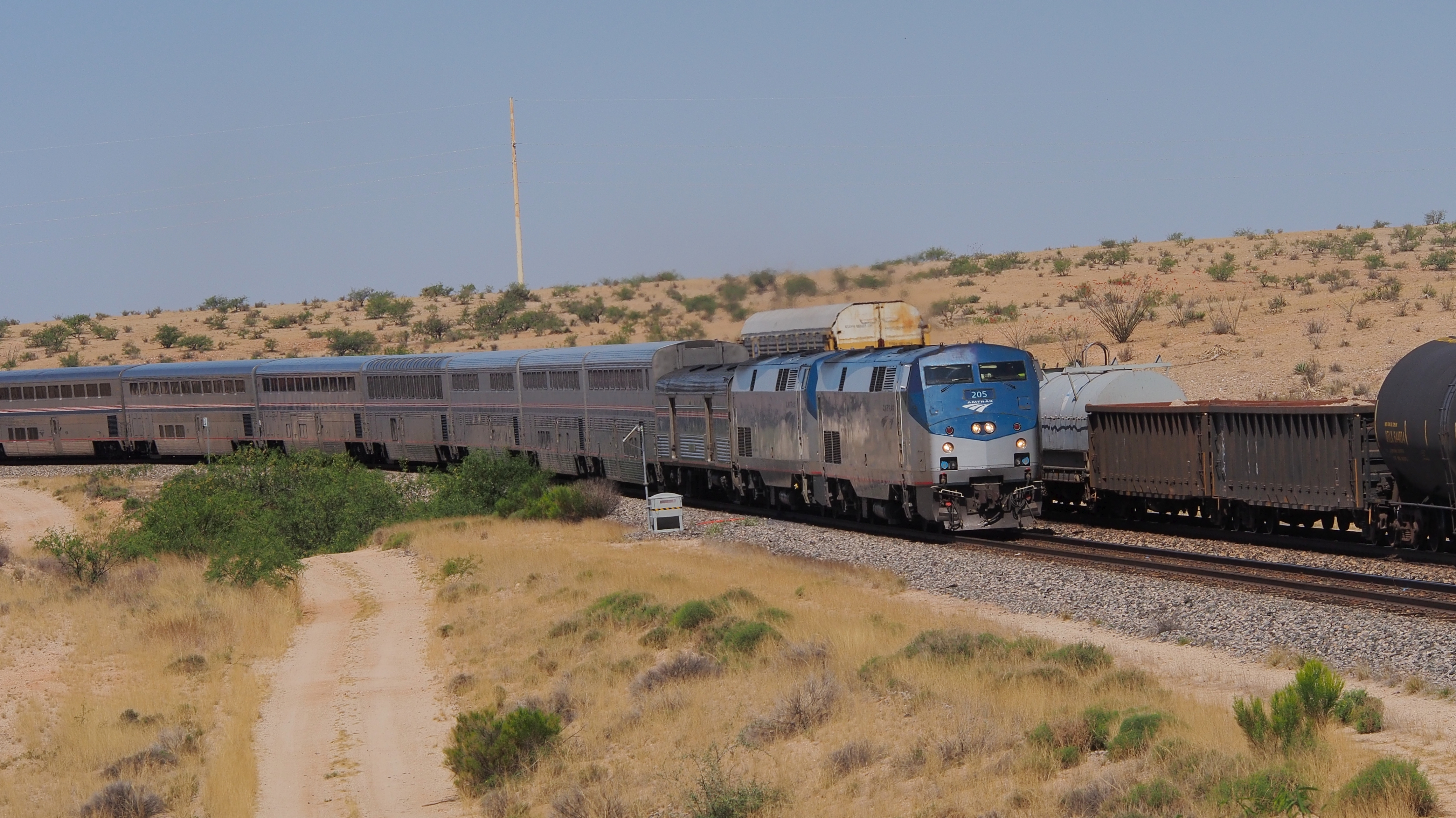
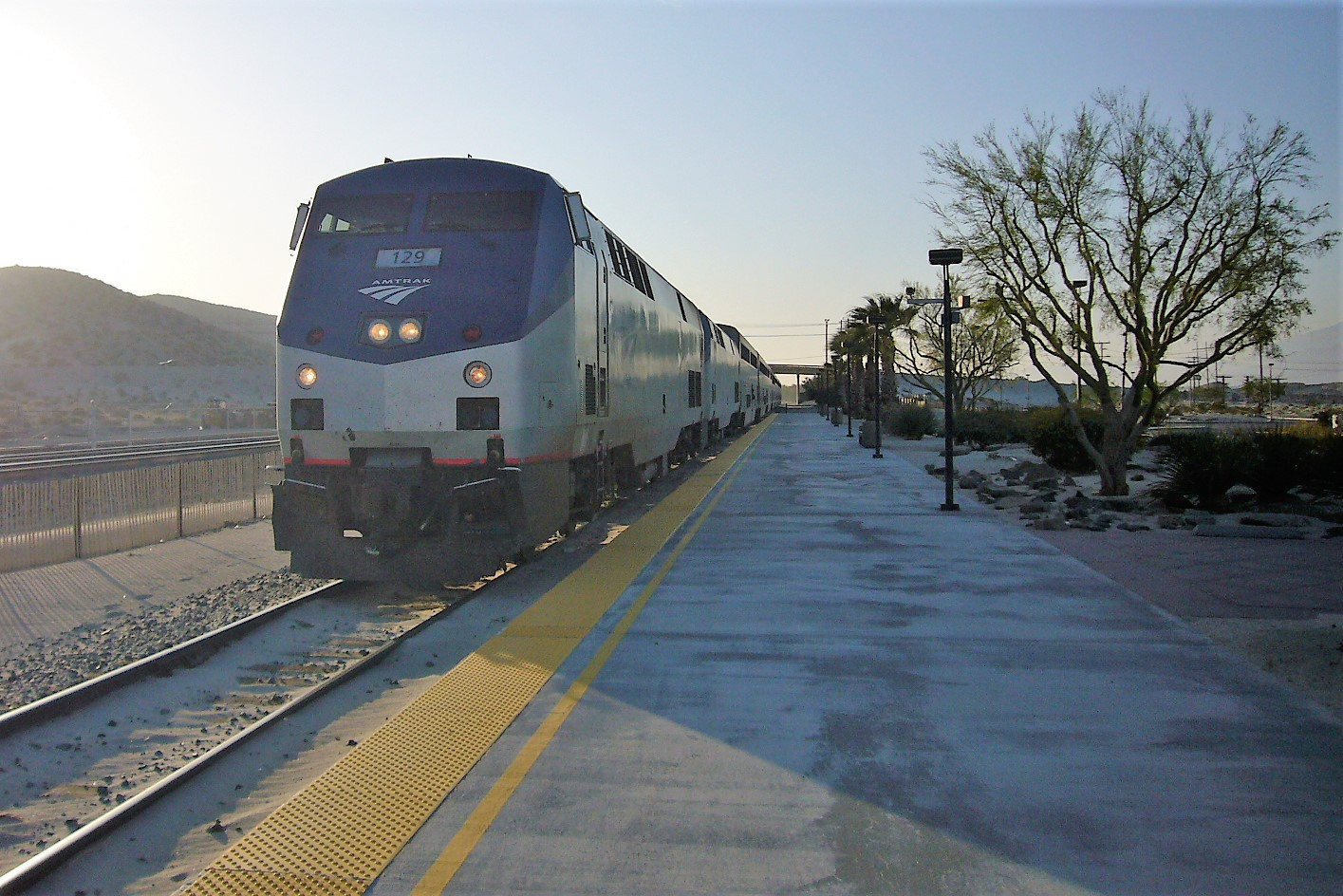

## 사건 및 사고
- 빅바이뉴카누 대참사